# الکس بوون
الکس بوون (انگلیسی: Alex Bowen؛ زادهٔ ۴ سپتامبر ۱۹۹۳) بازیکن واترپلو اهل ایالات متحده آمریکا است.
وی در مسابقات کشوری و بین‌المللی در مجموع برندهٔ ۲ مدال طلا، ۲ مدال برنز شده است.